# Плейнфилд (Индиана)
Плейнфилд (англ. Plainfield) — город в округе Хендрикс, штат Индиана, США. По данным переписи 2020 года, население Плейнфилда составляет 34 625 человек.

## География
По данным Бюро переписи населения США, площадь города составляет 58 км², из которых 57,7 км² занимает суша и 0,28 км² вода.

## История
В 1822 году участок земли, который включал область, теперь известную как Плейнфилд, был приобретен Джереми Хэдли из округа Пребл, штат Огайо. Десять лет спустя он продал его своему сыну Элиасу Хэдли. В 1839 году Леви Джессап и Элиас Хэдли основали город. Он получил своё название от ранних "друзей" (квакеров), которые селились вокруг области и установили несколько молитвенных домов по всей округе, включая важный Western Yearly Meeting of Friends in Plainfield. "Друзья" были "простыми" (англ. яз. - plain) людьми, поэтому город назвался Plainfield, дословно простое поле.

## Демография
По данным переписи 2010 года в городе насчитывалось 27 631 человек, 9 747 домашних хозяйств и 6 756 семей, проживающих в городе. 
Расовый состав города:
85,2 % белые
7,9 % афроамериканцы
0,2 % коренные американцы
3,3 % азиаты
1,5 % другие расы
1,8 % две и более рас
4,0 % испанцы или латиноамериканцы.

Из 9 747 домохозяйств:
37,1 % имели детей в возрасте до 18 лет
52,0 % супружеские пары
12,3 % женщины, проживающие без мужей
5,0 % мужчины, проживающие без жён
30,7 % не имели семьи
25,7 % всех домохозяйств состояли из отдельных лиц и 8,7 % одинокие люди в возрасте 65 лет и старше.
Возрастной состав города:
24,5 % лица в возрасте до 18 лет
9 % от 18 до 24 лет
30,9 % от 25 до 44 лет
24,3 % от 45 до 64 лет
11,3 % лица в возрасте 65 лет и старше 
Средний возраст города составил 35,5 лет.

## Галерея

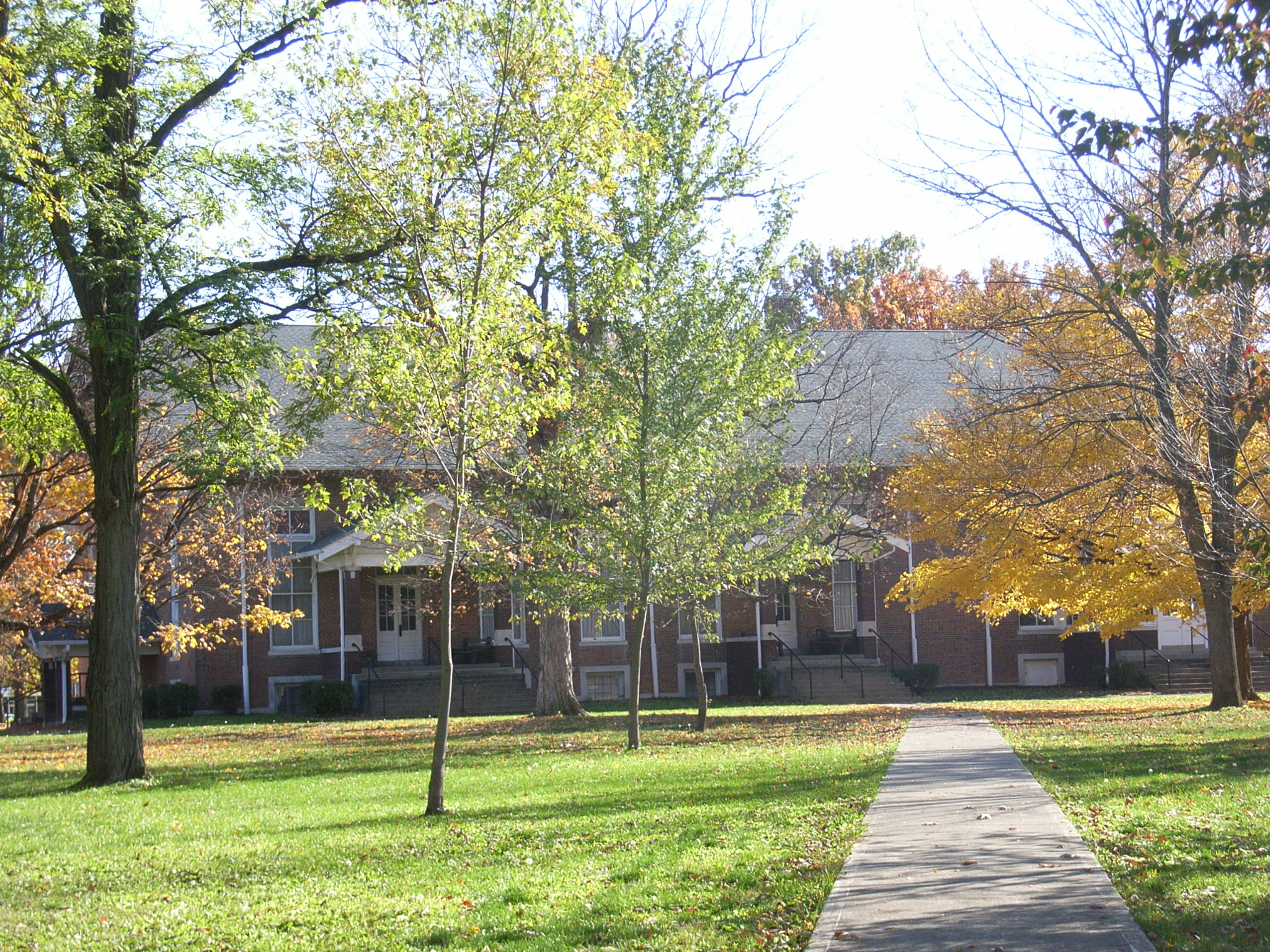
The Plainfield Friends Meeting
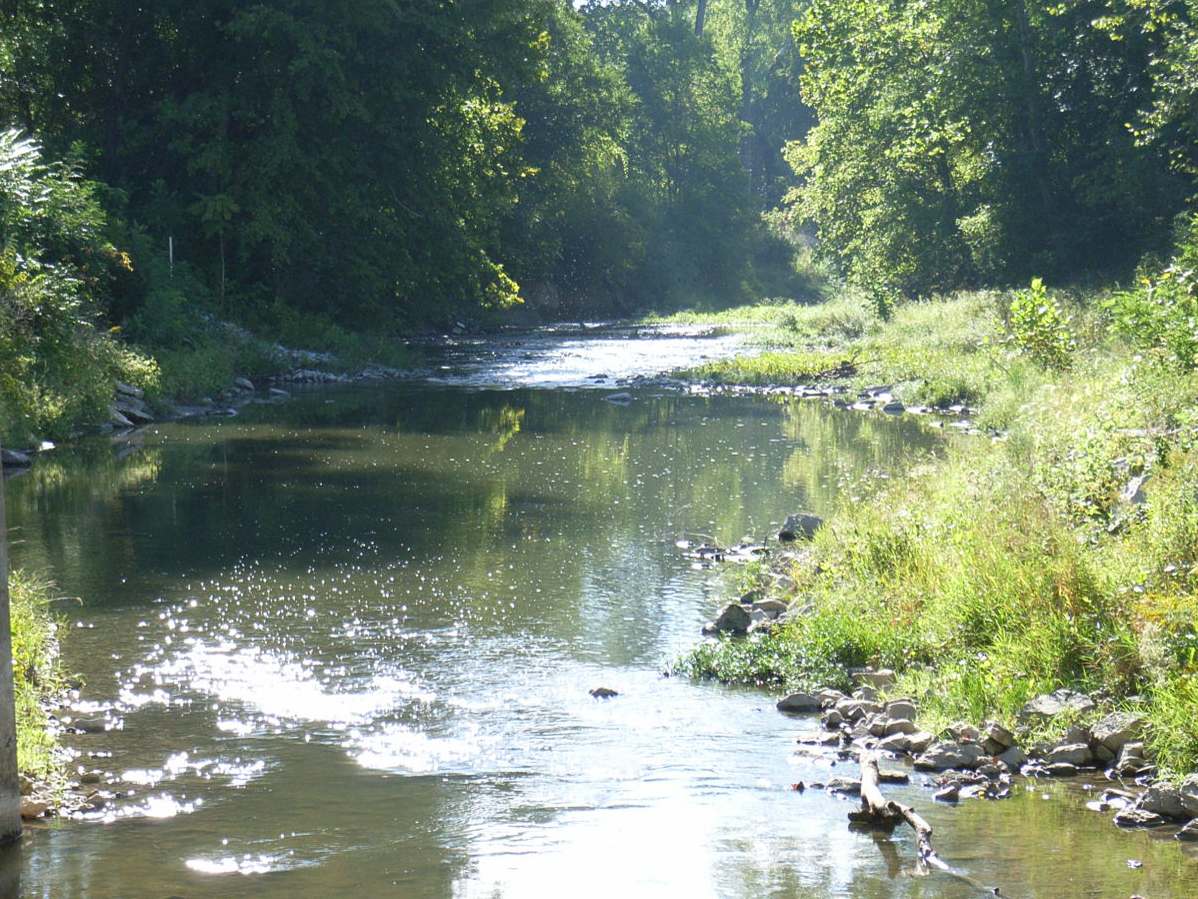
White Lick Creek
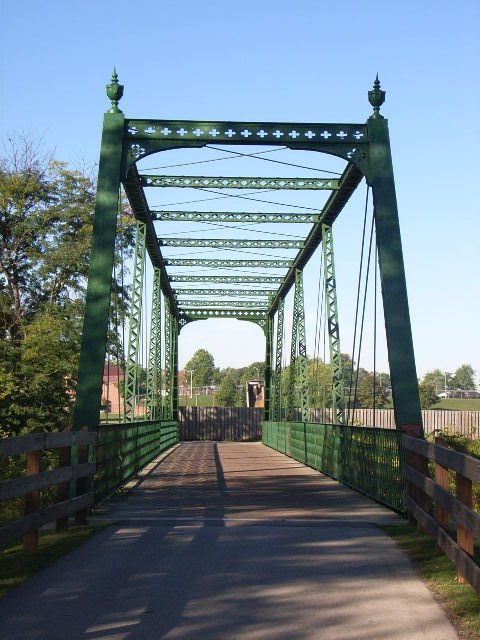
Старая, восстановленная связка моста вдоль White Lick Creek Trail